# Alte Weser (Schiff)
Die Alte Weser ist ein Seezeichenschiff der Wasserstraßen- und Schifffahrtsverwaltung des Bundes.

## Geschichte
Das Schiff, das von der Fachstelle Maschinenwesen Nord am 22. September 2006 nach einer europaweiten Ausschreibung bei der Fassmer-Werft in Berne/Motzen bestellt wurde, wurde 2008 unter der Baunummer 3000 gebaut. Die Kiellegung fand am 27. Februar, der Stapellauf am 15. Oktober 2008 statt. Die Fertigstellung des am 6. November getauften Schiffes erfolgte am 10. Dezember 2008.
Finanziert wurde das 5,9 Mio. Euro teure Schiff aus dem Haushalt des Bundesministeriums für Verkehr, Bau und Stadtentwicklung. Es ersetzte die 1967 gebaute Solthörn und die 1982 gebaute Geestemünde. Während die Solthörn außer Dienst gestellt wurde, wurde die Geestemünde als Lotsversetzboot beim Lotsbetriebsverein e. V. weiterverwendet. Namensgeber des Schiffes ist der gleichnamige Leuchtturm.

## Einsatz
Das Schiff ist in Bremerhaven stationiert und wird vom Wasserstraßen- und Schifffahrtsamt Weser-Jade-Nordsee für die Unterhaltung und Versorgung der Leucht-, Richtfeuer- und Radartürme in der Außenweser und in der Deutschen Bucht sowie für Ver- und Entsorgungsfahrten, den Transport von Personen und Material und Überwachungsaufgaben eingesetzt.

## Technische Daten und Ausstattung
Das Schiff wird von zwei Sechszylinder-Viertakt-Dieselmotoren des Herstellers Cummins (Typ: QSK19-M) mit einer Leistung von jeweils 559 kW angetrieben. Die Motoren wirken über Getriebe auf zwei Voith-Schneider-Propeller. Das Schiff erreicht eine Geschwindigkeit von 14 kn.
Im Bug des Schiffes befindet sich eine als Wasserstrahlantrieb ausgelegte Querstrahlsteueranlage mit einer Leistung von 135 kW. 
Das Schiff verfügt über die Eisklasse „E“.